# Nestor (Sirotenko)

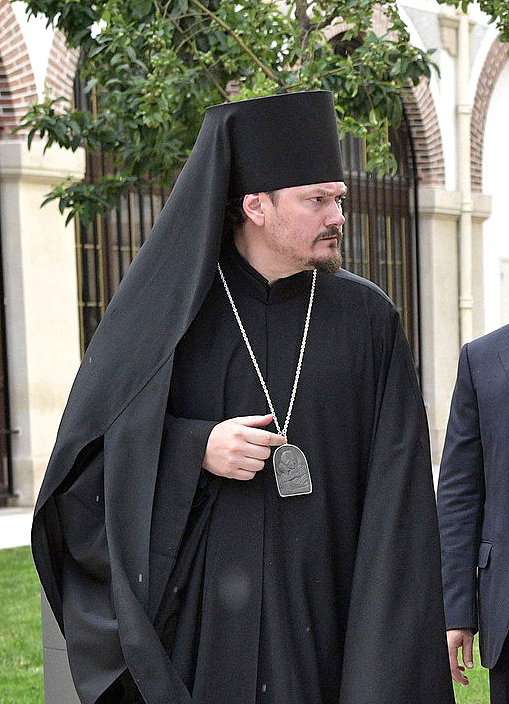
Nestor (Sirotenko) im Mai 2017

Nestor (bürgerlich Ewgenij Jurewitsch Sirotenko, Евге́ний Ю́рьевич Сироте́нко; geboren am 4. September 1974 in Moskau) ist ein Bischof der Russisch-Orthodoxen Kirche, mit den Titeln „Erzbischof von Madrid und Lissabon“ (seit 2019) und „Metropolit von Korsun und Westeuropa“ (seit 2022).
Sirotenko besuchte das Theologische Seminar in Moskau von 1995 bis 1999. 1998 nahm er den Mönchsnamen Nestor an, nach Nestor von Kiew, 1999 empfing er die Weihe zum Priestermönch.
Von 2000 bis 2004 studierte er am Institut Saint-Serge in Paris.
Von 2009 bis 2010 war er Diakon für die Gemeinden der Diözese von Korsun in Frankreich, von 2011 bis 2018 dann
Bischof der Diözese von Korsun, verantwortlich für die Gemeinden des Moskauer Patriarchats in Frankreich, der Schweiz, Spanien und Portugal.
Am 28. Dezember 2018 wurde er der neu gegründeten Diözese Spanien und Portugal eingesetzt, mit dem Titel  „Bishof von Madrid und Lissabon“, seit dem 3. Januar 2019 mit dem Titel eines Erzbischofs.
Sein Nachfolger als Bishof von Korsun wurde Ioann (Roschtschin), der allerdings bereits im Mai 2019 abgelöst wurde von Antonij (Sewrjuk).
Anfang Juni 2022 wurde Antonij zum Leiter des Außenamtes des Moskauer Patriarchats ernannt, als Nachfolger des wieder zum Metropoliten der Diözese Budapest-Ungarn degradierten Hilarion Alfejew. Aufgrund dieser Rochade wurde Nestor (Sirotenko) nun erneut interimistisch als
Metropolit von Korsun und Westeuropa  eingesetzt.